# جيمس هوارد
جيمس هوارد (بالإنجليزية: James Howard)‏ (و. 1814 – 1882 م) هو سياسي، من المملكة المتحدة، توفي عن عمر يناهز 68 عاماً.

## مناصب
تولى منصب عضو البرلمان في المملكة المتحدة.